# Valor justo
Em contabilidade financeira, o valor justo pode ser calculado por meio da CPC-46, que diz “... o preço que seria recebido pela venda de um ativo ou que seria pago pela transferência de um passivo em uma transação não forçada entre participantes do mercado na data de mensuração.”
O valor justo é o processo de determinação do valor presente (VP) de um ativo. As avaliações podem ser feitas em ativos (por exemplo, investimentos em títulos negociáveis, como ações, opções, empresas ou ativos intangíveis, como patentes e marcas) ou em passivos (por exemplo, títulos emitidos por uma empresa). As avaliações são necessárias por vários motivos, como análise de investimento, orçamento de capital, transações de fusões e aquisições, relatórios financeiros, eventos tributáveis para determinar a obrigação fiscal adequada.

#### Mensuração do valor justo
No Brasil, a norma com as diretrizes contábeis para a mensuração do valor justo é o CPC 46 (correlacionado a IFRS 13 – que é a norma internacional). Assim, Para mensurar o valor justo, seguindo a referida norma, as empresas devem seguir uma hierarquia. Esta hierarquia é composta pelos níveis de mensuração 1, 2 e 3.
- Nível 1 – Informações diretamente observáveis
- Nível 2 – Indiretamente observáveis
- Nível 3 – Estimativas da empresa